# Bradysia campbellensis
Bradysia campbellensis är en tvåvingeart som beskrevs av Wallace A. Steffan 1964. Bradysia campbellensis ingår i släktet Bradysia och familjen sorgmyggor. Inga underarter finns listade i Catalogue of Life.